# Die tollen Fußballstars
Die tollen Fußballstars (jap. キャプテン翼, Kyaputen Tsubasa) ist eine von Tōei Animation produzierte Animeserie von 1983 mit 128 Episoden. Sie ist eine Verfilmung der Mangaserie Captain Tsubasa von Yōichi Takahashi und wurde sowohl in Japan als auch international sehr erfolgreich.

## Handlung
Der zwölfjährige japanische Grundschüler Tsubasa Ohzora ist ein begeisterter Fußballspieler, der davon träumt, die Weltmeisterschaft für Japan zu gewinnen. Mit seinem Motto „Der Ball ist mein Freund“ und viel Training wird er über die folgenden Jahre ein erfolgreicher Fußballspieler und gewinnt dabei viele Freunde.

## Produktion und Veröffentlichung
Die Serie wurde von 1983 bis 1986 vom Studio Toei Animation unter der Regie von Isamu Imakake produziert. Die Drehbücher wurde geschrieben von Naoko Miyake, Yoshiyuki Suga, Yasushi Hirano und Ken Hibari. Das Charakterdesign wurde entworfen von Nobuhiro Okasako. Für die künstlerische Leitung war Ichiro Nakano verantwortlich. Die Serie wurde durch den japanischen Sender TV Tokyo vom Oktober 1983 bis März 1986 ausgestrahlt.
Der Anime wurde weltweit exportiert und ist unter einer Vielzahl von Titeln bekannt. Die Serie wurde unter anderem in Südasien, Spanien, Italien, Lateinamerika, Frankreich und in arabischen Ländern ausgestrahlt.
In Deutschland wurde die Originalserie unter dem Namen die „Die tollen Fußballstars“ zunächst von RTL II, danach auch von Tele 5 und ATVplus ausgestrahlt. In den Jahren 2007 und 2008 erschienen in Deutschland insgesamt vier DVD-Boxen, welche alle 128 Episoden enthalten.

### Synchronisation
Die deutsche Synchronisation für die Serie entstand bei den Planet Wave Studios unter der Dialogregie von Thomas Karallus.
| Rolle                                  | Japanischer Sprecher (Seiyū) | Deutscher Sprecher                              |
| -------------------------------------- | ---------------------------- | ----------------------------------------------- |
| Tsubasa Ohzora                         | Akari Hibino                 | Christian Rudolf                                |
| Kodai Ohzora/ Tsubasas Vater/ Erzähler | Norio Wakamoto               | Thomas Karallus                                 |
| Natsuko Ohzora/ Tsubasas Mutter        | Akiko Inose                  | Ilya Welter                                     |
| Genzo Wakabayashi                      | Kōichi Hashimoto             | Sascha Draeger                                  |
| Ryo Ishizaki                           | Hiroko Maruyama              | Brigitte Böttrich (Jung) Jens Wawrczeck (Älter) |
| Masaru Areshima                        | Reiko Suzuki                 | Tanja Schumann                                  |
| Tatsuo Mikami                          | Shouzou Iizuka               | Eberhard Haar                                   |
| Roberto Hongo                          | Hideyuki Tanaka              | Kai Henrik Möller                               |
| Kojiro Hyuga                           | Hirotaka Suzuoki             | David C. Bunners                                |
| Ken Wakashimazu                        | Nobuo Tobita                 | Lutz Schnell                                    |
| Hikaru Matsuyama                       | Suzuki Mie                   | Marek Harloff                                   |
| Jun Misugi                             | Reiko Kitou                  | Nicolas König                                   |
| Karl-Heinz Schneider                   | Keniichi Nanba               | Marek Harloff                                   |
| Yayoi Aoba                             | Tomiko Suzuki                | Tina Eschmann                                   |
| Mamoru Izawa                           | Shigeru Nakahara             | Marek Erhardt                                   |

### Musik
Die Musik der Serie wurde von Hiromoto Tobisawa komponiert. Der japanische Vorspanntitel ist Moete Hero, der von Hiroyuki Okita und Takayuki Takemoto in zwei verschiedenen Versionen gesungen wurde. Für den Abspann wurden Fuyu no Lion (冬のライオン) von Hiroyuki Okita, Tsubasa yo Hashire! von Chika Sakamoto und Asu ni Mukatte Shoot von Akari Hibino verwendet.

## Rezeption
Captain Tsubasa war zwar nicht der erste Anime mit Fußball als Thema, dies war Akakichi no Eleven von 1970, doch ist er bis heute der bekannteste und erfolgreichste. Obwohl der Sport bis zu Beginn der 1980er Jahre in Japan wenig bedeutend war, wurde erst der Manga und dann der Anime eine der erfolgreichsten Serien ihrer Zeit. Teil des Erfolgsrezeptes war, so die Anime Encyclopedia, dass die Errungenschaften des Protagonisten nach einem Wechsel auf eine neue Schule oder ähnliche Umstände immer wieder „auf Null zurückgesetzt“ wurden und dieser sie sich neu erarbeiten musste.
Die Serie war zu ihrer Erstausstrahlung in Deutschland ein großer Erfolg und gewann viele Fans, so die AnimaniA. Die MangasZene schreibt, trotz der Schwächen – „unrealistische Spielzüge, viele Spiele ziehen sich zu sehr in die Länge, wenig abwechslungsreiches Charakterdesign, Tsubasas Team verliert zu selten“ – konnte die Serie viele Zuschauer fesseln. Sie biete durch die vielen verschiedenen Charaktere für jeden Zuschauer eine Identifikationsfigur und zeige den Aufstieg und die Entwicklung der Protagonisten und deren Team. Außerdem begleite die Serie im Gegensatz zu anderen Fußball-Anime die Charaktere über viele Jahre und zeige auch stärker deren Entwicklung und den Wechsel in verschiedene Mannschaften, sodass aus Gegnern Teamkameraden werden und umgekehrt.